# Shemekia Copeland
Shemekia Copeland (Nueva York, 10 de abril de 1979) es una vocalista estadounidense de blues.

## Carrera
Copeland nació en Harlem, Ciudad de Nueva York, Estados Unidos. Es la hija del guitarrista y cantante de blues tejano Johnny Copeland. Empieza a cantar a una edad temprana y su primera actuación en público fue en el Cotton club cuándo tenía aproximadamente 10 años. Empieza a seguir una carrera de cantante seriamente a la edad de 16 años.
Cuándo la salud de su padre empezó a declinar tomó a Shemekia como telonera en sus actuaciones y giras, lo cual la ayudó a establecer su nombre en el circuito de locales de blues. Copeland se graduó en 1997 en el Instituto de Teaneck, New Jersey.
Obtiene un contrato de grabación con Alligator Records, que lanzó su álbum de debut, Turn the Heat Up! en 1998, siguiéndolo con una gira en los circuitos de blues en América y Europa. Su segundo álbum, Wicked, fue publicado en 2000 y presentó un dúo con una de sus referencias, Ruth Brown. Ganó tres Premios de Música Blues.
El registro siguiente, Talking to Strangers, fue producido por Dr. John y en 2005 publicó The Soul Truth, producido por Steve Cropper.
En 2008, Copeland firmó con Telarc Internacional y publicó su primer álbum, Never Going Back  con ese sello en febrero de 2009. Ganó la "Rising Star - Blues Artist" en Down Beat en diciembre de 2009. También participó en el Efes Pilsen Blues Festival en 2009. 
El 12 de junio de 2011 en el Chicago Blues Festival de ese año, Copeland fue presentada a la corona de Koko Taylor y recibió oficialmente ese honor como la nueva "Reina del Blues" de la hija de Taylor, Cookie Taylor.
En 2013, Copeland fue nominada para un Premio de Música de Blues en la categoría: Artista Femenina de Blues.
En octubre de 2015, sus Outskirts of Love llegó al número 6 en el Billboard Top Blues Albums.

## Discografía
- 1998: Turn the Heat Up
- 2000: Wicked
- 2002: Talking to Strangers
- 2005: The Soul Truth
- 2009: Never Going Back
- 2011: Shemekia Copeland - Deluxe Edition
- 2012: 33 1/3
- 2015: Outskirts of Love
- 2018: America´s Child